# Šereg Ilova
Šereg Ilova (szerbül: Шерег Илова), település Bosznia-Hercegovinában, a Bosanska Krajina és a Bosanska Posavina közötti átmeneti területen, Prnjavor község területén, a Szerb Köztársaságban. 

## Fekvése
Bosznia-Hercegovina északi részén, Banja Lukától légvonalban 44, közúton 72 km-re északkeletre, községközpontjától légvonalban 8, közúton 10 km-re észak-északkeletre, a Motajica-hegységtől délre, az Ilova bal oldali mellékvize a Plavuša folyásától keletre, 163-228 méteres tengerszint feletti magasságban fekszik.

## Népessége
| Nemzetiségi csoport | Népesség 1991 | Népesség 2013 |
| ------------------- | ------------- | ------------- |
| Szerb               | 428           | 313           |
| Bosnyák             | 0             | 2             |
| Horvát              | 0             | 1             |
| Jugoszláv           | 7             | 0             |
| Egyéb               | 14            | 1             |
| Összesen            | 449           | 317           |

## Története
A falu Velika Ilova település Šereg nevű részéből alakult ki. Nevét egykori uráról, egy török bégről kapta. A térség 1878-ig tartozott az Oszmán Birodalomhoz, ekkor a berlini kongresszus határozata alapján az Osztrák-Magyar Monarchia része lett. 1879-ben az első osztrák-magyar népszámlálás során a Prnjavori járáshoz tartozó településnek 16 háztartása és 119 ortodox lakosa volt.  1910-ben a Prnjavori járáshoz tartozó településen 32 háztartást, 179 ortodox és 14 római katolikus lakost találtak. A monarchia szétesésével 1918-ban előbb a Szerb-Horvát-Szlovén Királyság, majd 1929-től a Jugoszláv Királyság része. 1921-ben a településnek 38 háztartása és 248 lakosa volt. Az 1929-es törvény értelmében, amikor Bosznia-Hercegovinát négy banovinára, Drinskára, Vrbaskára, Zetskára és Primorskára osztották, a település a Vrbaska banovina része lett, amelynek székhelye Banja Luka volt Jugoszlávia megszállása után a Független Horvát Állam (NDH) része lett. A második világháború után a település a szocialista Jugoszláviához tartozott. A daytoni békeszerződést követő területfelosztásnál a település Prnjavor község részeként a Szerb Köztársaság területéhez került.